# Deslocamento (psicologia)
Deslocamento (em alemão:  Verschiebung, "mudar, mover"), na Psicanálise,  é um mecanismo de defesa inconsciente pelo qual a mente transfere (desloca) uma reação emocional a um objeto ou pessoa para outro objeto ou pessoa. Um termo originado com Sigmund Freud, o deslocamento opera inconscientemente na mente, e sua transferência de emoções, idéias ou desejos é usada com mais frequência para aliviar a ansiedade diante de impulsos agressivos ou sexuais.
O deslocamento é o redirecionamento de um impulso (geralmente de agressão) para um alvo substituto impotente, o alvo pode ser uma pessoa ou um objeto que pode servir como um substituto simbólico, o deslocamento ocorre quando o id quer fazer algo que o superego não permite, então o ego encontra algum outro modo de liberar a energia psíquica do id ocorrendo uma transferência de energia de uma catexia objetal reprimida para um objeto mais aceitável.
Exemplos de deslocamento: um homem é advertido no trabalho e quando chega em casa agride a esposa, uma pessoa ganha um prêmio e abraça desconhecidos que estão ao redor dela, uma criança é proibida de brincar no pátio então passa o dia atormentando o irmão menor etc. No idioma português, é popularmente referido como a ação de "descontar", "descontar a raiva", "descontar a frustração" etc são expressões populares para o deslocamento.

## Freud
Inicialmente, Freud via o deslocamento como um meio de distorção de sonhos, envolvendo uma mudança de ênfase de elementos importantes para elementos sem importância, ou a substituição de algo por uma mera ilusão. Freud chamou isso de "deslocamento de acento".
- Deslocamento de objeto: Sentimentos ligados a uma pessoa são deslocados para outra pessoa. Um homem que teve um dia ruim no escritório, chega em casa e grita com sua esposa e filhos, está deslocando sua raiva do local de trabalho para sua família.. Freud[11] pensou que quando as crianças têm fobias de animais, elas podem estar deslocando os medos de seus pais para um animal.

- Deslocamento de atribuição: Uma característica que alguém percebe em si mesmo, mas parece inaceitável, é atribuída a outra pessoa. Este é essencialmente o mecanismo da projeção psicológica; um aspecto do eu é projetado (deslocado) para outra pessoa. Freud[12] escreveu que as pessoas comumente deslocam seus próprios desejos para a vontade de Deus.

- Deslocamentos corporais:Uma sensação genital pode ser experimentada na boca (deslocamento para cima) ou uma sensação oral pode ser experimentada nos genitais (deslocamento para baixo). O romancista John Cleland em ‘’Fanny Hill’’[13] referiu-se à vagina como “the nethermouth” (“boca de baixo” em tradução literal). A atração sexual por um corpo humano pode ser deslocada no fetichismo sexual, às vezes em uma parte específica do corpo como o pé ou em outras ocasiões a um objeto inanimado.

Freud também viu o deslocamento como ocorrendo em piadas, bem como nas neuroses - o ser neurótico obsessivo especialmente propenso à técnica do deslocamento para o minuto. Quando dois ou mais deslocamentos ocorrem em direção à mesma ideia, o fenômeno é chamado condensação  (do alemão Verdichtung).

## Psicanálisemainstream
Entre os principais seguidores de Freud, Otto Fenichel destacou o deslocamento de afeto, seja através de adiamento ou por redirecionamento, ou ambos. Mais amplamente, ele considerou que “em parte os caminhos do deslocamento dependem da natureza dos impulsos que são repelidos”.
Eric Berne em seu primeiro trabalho psicanalítico, sustentou que "alguns dos deslocamentos mais interessantes e socialmente úteis de libido ocorrem quando tanto o objetivo quanto o objeto são substituições parciais do objetivo e do objeto biológico sublimado".

## Lacan
Em 1957, Jacques Lacan, inspirado por um artigo do linguista Roman Jakobson sobre metáfora e metonímia, argumentou que o inconsciente tem a estrutura de uma linguagem, ligando o deslocamento à função poética da metonímia, e a condensação à metáfora.
Como ele mesmo citou, "no caso do Verschiebung, 'deslocamento', o termo alemão está mais próximo da ideia de desviar da significação que vemos na metonímia e que desde sua primeira aparição em Freud é representada como o meio mais apropriado usado pelo inconsciente para frustrar a censura.".

## Agressão
A motivação agressiva - conhecida como mortido – pode ser deslocado tanto quanto a libidinal - o desejo sexual. Negócios ou competição atlética, ou caça, por exemplo, oferecem oportunidades abundantes para a expressão do mortido deslocado.
A psicologia do ego procuraram usar o deslocamento na criação dos filhos, usando-se um boneco como o alvo para se deslocar a rivalidade entre irmãos.

## Deslocamento transferencial
O deslocamento de sentimentos e atitudes de pessoas significativas passadas para o analista atual constitui um aspecto central da transferência, particularmente no caso do neurótico.
Uma forma subsidiária de deslocamento “dentro” da transferência ocorre quando o paciente encobre referências de transferência aplicando-as a uma aparente terceira parte ou a si mesmo.

## Crítica
Escritores posteriores objetaram que, ao passo que Freud descreveu apenas o deslocamento do sexo para a cultura, por exemplo, o conflito inverso social sendo deslocado para a sexualidade também é verdadeiro.